# Garcinia delpyana
Garcinia delpyana är en tvåhjärtbladig växtart som beskrevs av Jean Baptiste Louis Pierre. Garcinia delpyana ingår i släktet Garcinia och familjen Clusiaceae. Inga underarter finns listade i Catalogue of Life.